# Jamel Zabi
Jamel Zabi (19 giugno 1975) è un ex calciatore tunisino, di ruolo attaccante.

## Palmarès

### Club

#### Competizioni nazionali
- Coppa di Lega tunisina: 1

Bizertin: 2003-2004